# Oeversee
Oeversee (in danese Oversø) è un comune di 3 473 abitanti dello Schleswig-Holstein, in Germania.
Appartiene al circondario (Kreis) di Schleswig-Flensburgo (targa SL) ed è parte della comunità amministrativa (Amt) di Oeversee.